# La Chapelle-sur-Aveyron
La Chapelle-sur-Aveyron là một xã trong tỉnh Loiret, vùng Centre-Val de Loire bắc trung bộ nước Pháp. Xã này nằm ở khu vực có độ cao từ 114-182 mét trên mực nước biển.
Sông Aveyron chảy qua thị trấn.